# 于發藻
于發藻（？—？年），云南澂江府河阳县人，明朝政治人物。

## 生平
萬曆三十七年（1609年）己酉科云南中式举人，三十八年（1610年）庚戌科進士，初授中书舍人，四十年任壬子科顺天乡试同考官，以失误被夺俸一年。万历四十八年升至广州知府。崇祯初，官襄阳知府，仕至湖广荆西道副使。